# They’re Taking the Hobbits to Isengard
They’re Taking the Hobbits to Isengard (deutsch: Sie bringen die Hobbits nach Isengart) ist ein 2005 veröffentlichter Videoclip des Künstlers Erwin Beekveld, der zu einem Internetphänomen wurde und insbesondere unter den Fans der Filmtrilogie Der Herr der Ringe Kultstatus genießt. Die verschiedenen Varianten des Videos – darunter auch eine zehnstündige Version – wurden über 46 Millionen Mal aufgerufen. Erstmals erschien das Video als Flash-Animation auf der Website Albinoblacksheep.com und wurde danach hauptsächlich über YouTube verbreitet.
Das Video besteht aus einem Zusammenschnitt von kurzen Fragmenten aus den Filmen Der Herr der Ringe: Die Gefährten und Der Herr der Ringe: Die zwei Türme, die in Loops angeordnet sind. Als Hintergrundmusik wird eine Techno-Version der Filmmusik von Howard Shore verwendet. Zu sehen ist Schauspieler Orlando Bloom in der Rolle des Elben Legolas, der beständig und rhythmisch den titelgebenden Satz „They’re taking the Hobbits to Isengard“ wiederholt. Unterbrochen wird er zum einen von Gollum (gesprochen von Andy Serkis), der mehrfach mit den Sätzen „What did you say?“ (deutsch: „Was hast du gesagt?“) und „Stupid fat Hobbit“ (deutsch: „Dummer fetter Hobbit“) zu hören ist, sowie von Marton Csokas in der Rolle des Celeborn, der sich wiederholt nach dem Aufenthaltsort von Gandalf erkundigt. Darüber hinaus sind in ihren Rollen als Hobbits Elijah Wood als Frodo Beutlin, Dominic Monaghan als Meriadoc Brandybock, Billy Boyd als Peregrin Tuk und Sean Astin als Samweis Gamdschie zu sehen; ebenso Viggo Mortensen als Aragorn und Cate Blanchett als Galadriel.
Der Musikwissenschaftler Michael L. Klein (Professor und Chair an der Temple University) führt They’re Taking the Hobbits to Isengard in seinem Buch Music and the Crises of the Modern Subject als Beispiel für ein Meme und Mash-Up als vorherrschende Kreativitätsform in der Postmoderne an.
Im Juni 2013 veröffentlichte Regisseur Peter Jackson zum Abschied Orlando Blooms vom Set für den Film Der Hobbit: Die Schlacht der Fünf Heere ein Video, in dem Bloom als Legolas verkleidet zu They’re Taking the Hobbits to Isengard singt. Dieses Video fand weltweit ein Echo in den Medien und wurde bis Dezember 2015 über 11 Millionen Mal angesehen.
Am 30. März 2022 erlag Beekveld im Alter von 52 Jahren einem Lungenkrebsleiden.